# Bataille de Jemmingen
Guerre de Quatre-Vingts Ans
Batailles
- Chronologie de la guerre de Quatre-Vingts Ans
- Valenciennes
- Austruweel
- Rheindalen
- Heiligerlee
- Jemmingen
- Jodoigne
- Brielle
- 1er Flessingue
- Malines
- Goes
- Mons
- Haarlem
- 2e Flessingue
- Borsele
- Zuiderzee
- Alkmaar
- Leyde
- Reimerswaal
- Mook
- Lillo
- Zierikzee
- 1er Anvers
- 1er Bréda
- Gembloux
- Rijmenam
- 1er Deventer
- Maastricht
- 2e Bréda
- Açores
- 2e Anvers
- 3e Anvers
- Boksum
- Zutphen
- 1er Berg-op-Zoom
- Gravelines
- 3e Bréda
- 2e Deventer
- Groningue
- Huy
- 1er Groenlo1
- 2e Groenlo
- Turnhout
- Nieuport
- Ostende
- L'Écluse
- 3e Groenlo
- Saint-Vincent
- Gibraltar
- Saint-Vincent (1621)
- 2e Berg-op-Zoom
- 4e Bréda
- 4e Groenlo
- Matanzas
- Bois-le-Duc
- Abrolhos
- Slaak
- Maastricht
- 5e Bréda
- Cabañas
- Calloo
- Les Downs
- Saint-Vincent (1641)
- Hulst
- Cavite

La bataille de Jemmingen, qui a lieu le 21 juillet 1568, près de Jemgum (actuelle Frise orientale, en Allemagne), oppose l'armée espagnole commandée par le duc d'Albe à l'armée des insurgés néerlandais, commandée par Louis de Nassau, au début de la guerre de Quatre-Vingts Ans (1568-1648). Elle se termine par la victoire des Espagnols.

## Contexte
Cette bataille vient après la victoire espagnole de Rheindalen (avril) et la victoire des insurgés à Heiligerlee (mai).

## La bataille
15 000 soldats espagnols écrasent les 12 000 soldats de l'armée insurgée, qui comptent plus de 7 000 morts ou blessés, contre 300 pour les Espagnols.

## Suites
Louis de Nassau se réfugie en Allemagne avec les débris de son armée, laissant le champ libre au duc d'Albe, qui vaincra Guillaume d'Orange, frère de Louis de Nassau et leader de l'insurrection, en octobre à Jodoigne (actuel Brabant wallon).